# Біуша
Біуша (рум. Biușa) — село у повіті Селаж в Румунії. Входить до складу комуни Бенесат.
Село розташоване на відстані 398 км на північний захід від Бухареста, 30 км на північний схід від Залеу, 76 км на північ від Клуж-Напоки.

## Населення
За даними перепису населення 2002 року у селі проживали 592 особи.
Національний склад населення села:
| Національність | Кількість осіб | Відсоток |
| -------------- | -------------- | -------- |
| угорці         | 396            | 66,9%    |
| румуни         | 196            | 33,1%    |

Рідною мовою назвали:
| Мова      | Кількість осіб | Відсоток |
| --------- | -------------- | -------- |
| угорська  | 396            | 66,9%    |
| румунська | 196            | 33,1%    |